# Apología del príncipe de Orange

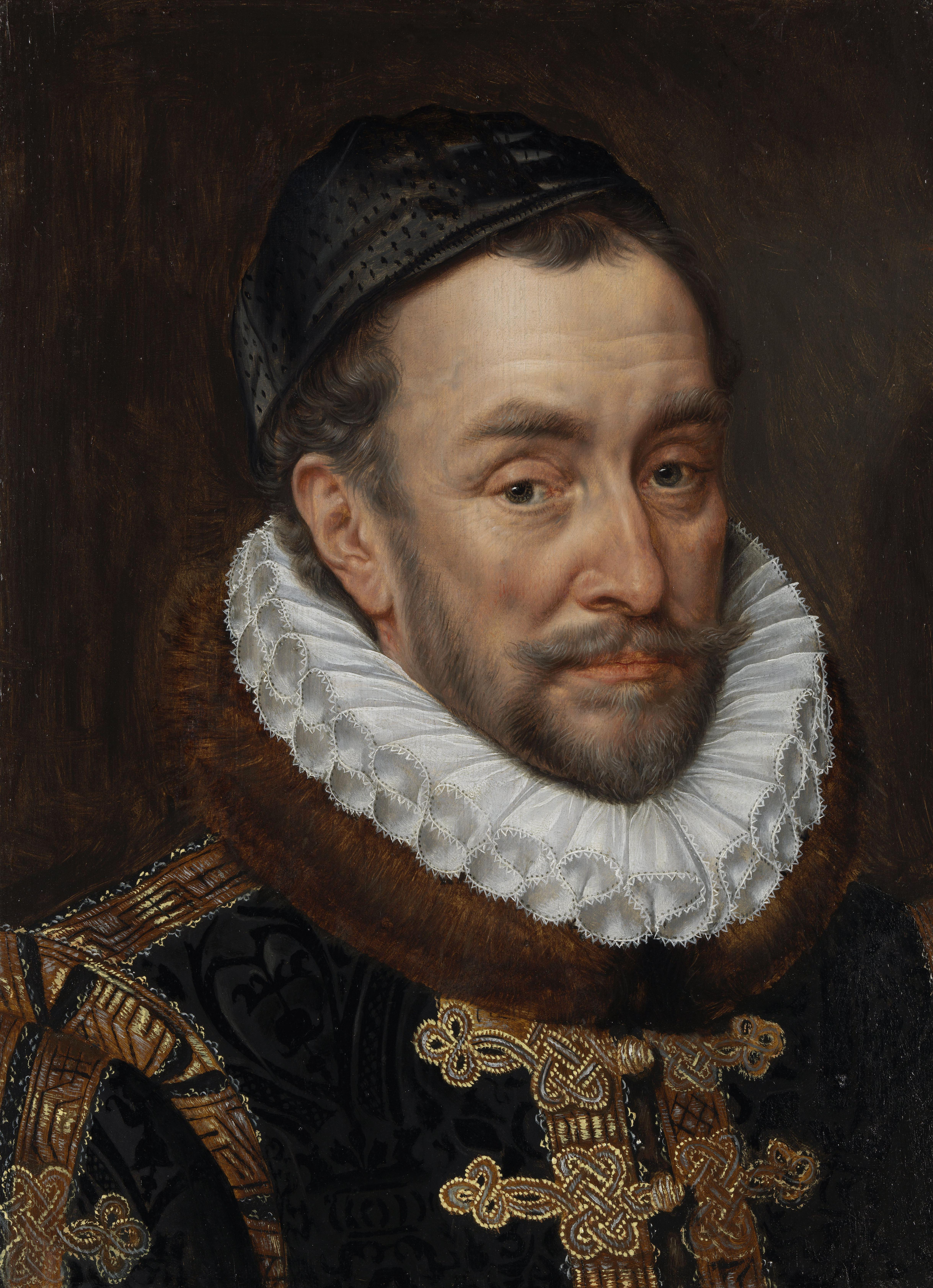
Guillermo de Orange

La Apología del príncipe de Orange fue un documento publicado en diciembre de 1581 por Guillermo de Orange, en respuesta al edicto de proscripción emitido contra él por su rey Felipe II de España.

## Contexto
Hacia 1566-68, en algunas provincias de los actuales Países Bajos, en aquella época pertenecientes al Imperio español, surgieron entre la población revueltas provocadas por las discrepancias religiosas católicas y por la reformas que llevaba a cabo el imperio de cara a mejorar la administración de los Países Bajos que limitaba el poder de la nobleza local. Estas revueltas supondrían el inicio de la guerra de los ochenta años, o guerra de Flandes.
En 1579 las provincias rebeldes se agruparon en la Unión de Utrecht, dando origen a las Provincias Unidas de los Países Bajos, que a partir de ese momento se enfrentaron abiertamente a su legítimo rey Felipe II intentando mantener su cuota de poder. 
Felipe II era rey de España y legítimo rey de los Países Bajos por herencia de padre el emperador Carlos V de Alemania y I de España, Alejandro Farnesio era gobernador de los Países Bajos en su nombre, y Guillermo de Orange, estatúder de las Provincias Unidas.

## Proscripción de Guillermo de Orange

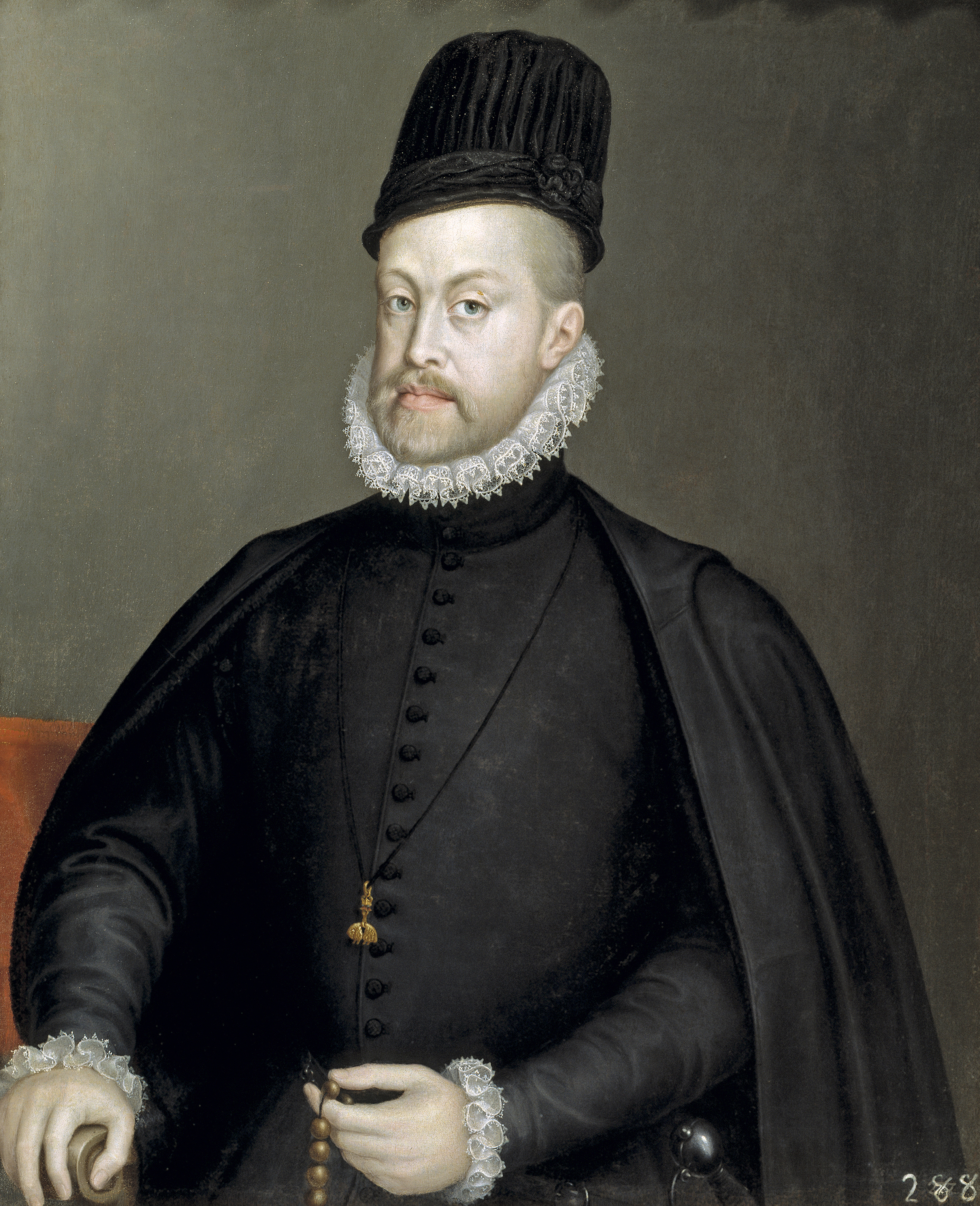
Felipe II de España

El 15 de marzo de 1581 en Maastricht, Felipe II, a instancias de su secretario Antonio Pérez y del cardenal Granvela, emitió contra Guillermo un edicto de proscripción, acusándole de traición, ingratitud y herejía, declarándole "enemigo de la raza humana", y ofreciendo un cargo nobiliario y una recompensa de 25.000 coronas a quien lo entregase o asesinase.

## Apología
En respuesta a este edicto de proscripción, Guillermo publicó la Apología del príncipe d'Orange, un documento en el que rebatía las acusaciones de las que era objeto por parte de su legítimo rey, justificando su carrera política y su vida privada, y defendiendo su derecho a rebelarse contra las reformas administrativas de su rey. La Apología fue presentada el 13 de diciembre de 1581 ante la asamblea de los Estados Generales de los Países Bajos en Delft y posteriormente traducida a varios idiomas y remitida a las principales cortes europeas.
La redacción del documento se atribuye al hugonote francés Pierre Loyseleur, señor de Villiers.